# 9130 Галуа
9130 Ґалуа (9130 Galois) — астероїд головного поясу, відкритий 25 квітня 1998 року.
Тіссеранів параметр щодо Юпітера — 3,513.